# Лорі новоірландський
Лорі новоірландський (Lorius albidinucha) — вид папугоподібних птахів родини Psittaculidae. Ендемік Папуа Нової Гвінеї.

## Поширення
Вид поширений на острові Нова Ірландія в архіпелазі Бісмарка. Довгий час був відомий лише з гірського масиву на півдні острова. Згодом був знайдений на плато Лелет в центрі острова. Мешкає в лісах на висоті 500—2000 м і іноді трапляється на висоті до 250 м у вирубаних лісах.

## Опис
Довжина папуги становить 26 см. В основному він червоний з чорним на маківці та білим на потилиці. Має зелені крила та вузьку жовту поперечну лінію з обох боків тіла під шиєю. Темно-сірі ноги. Оранжево-червоний дзьоб, темно-сірі очі та оранжево-жовті зіниці.